# Ottó Sándor-Székely
Ottó Sándor-Székely (* 21. November 2000 in Miercurea Ciuc) ist ein rumänischer Eishockeyspieler, der seit 2021 beim Gyergyói HK in der rumänischen Eishockeyliga und der multinationalen Ersten Liga spielt.

## Karriere

### Club
Ottó Sándor-Székely, der der ungarischsprachigen Minderheit der Szekler in Rumänien angehört, begann seine Karriere in der Jugendabteilung des CSG Gheorgheni. Von 2015 bis 2021 war er beim Győri ETO HC aktiv, für den er in verschiedenen ungarischen Nachwuchsligen spielte. Zudem absolvierte er vier Spiele mit der zweiten Mannschaft von Alba Volán Székesfehérvár in der multinationalen Ersten Liga. Seit 2021 steht er beim Gyergyói HK unter Vertrag, für den er ebenfalls in der Ersten Liga und zudem in der rumänischen Eishockeyliga auf dem Eis steht. Mit dem Team aus Niklasmarkt gewann er 2023 und 2025 die Erste Liga und wurde 2025 auch Rumänischer Meister.

### International
Sándor-Székely spielt international im Gegensatz zu anderen Szeklern, die für Ungarn antreten, für sein Geburtsland Rumänien. Im Juniorenbereich nahm er an der U18-Weltmeisterschaft der Division I 2018 sowie den U20-Weltmeisterschaften der Division II 2019 und 2020 teil. Zudem vertrat er Rumänien auch beim Europäischen Olympischen Winter-Jugendfestival 2013 in Brașov.
Sein Debüt in der Herren-Nationalmannschaft gab Sándor-Székely im Februar 2024 bei der Olympiaqualifikation für die Winterspiele in Mailand 2026. Zudem vertrat er seine Farben bei den Weltmeisterschaften 2024, als er in letzter Minute den Siegtreffer beim 2:1-Erfolg gegen den späteren Aufsteiger Ungarn erzielte, und 2025 in der Division I.

## Erfolge
- 2019 Aufstieg in die Division I, Gruppe A, bei der Weltmeisterschaft der Division I, Gruppe B
- 2023 Gewinn der Ersten Liga mit dem Gyergyói HK
- 2025 Gewinn der Ersten Liga und Rumänischer Meister mit dem Gyergyói HK

## Erste-Liga-Statistik
(Stand: Ende der Saison 2024/25)